# Seznam naselij Krapinsko-zagorske županije
Seznam naselij Krapinsko-zagorske županije.
Opomba: Naselja v ležečem tisku so opuščena.

## A
Andraševec -

## B
Banska Gorica - Banšćica - Bedekovščina - Belec - Belovar Zlatarski - Benkovec Petrovski - Benkovo - Bezavina - Bobovec Tomaševečki - Bobovje - Bojačno - Borkovec - Bočadir - Bočaki - Bratkovec - Bratovski Vrh - Bračak - Brdo Jesenjsko - Bregi Kostelski - Bregi Radobojski - Bregi Zabočki - Brestovec Orehovički - Brezakovec - Brezje - Brezno Gora - Brezova - Brezovica Petrovska - Brlekovo - Budinšćina - Bušin -

## C
Cebovec - Cerje Jesenjsko - Cesarska Ves - Cetinovec - Ciglenica Zagorska - Cigrovec -

## Č
Čret - Črešnjevec, Tuhelj -

## Đ
Đurmanec -

## D
Delkovec - Desinić - Desinić Gora - Dobri Zdenci - Dol Klanječki - Doliće - Domahovo - Domovec - Donja Batina, Konjščina - Donja Batina, Zlatar - Donja Konjščina - Donja Pačetina - Donja Plemenšćina - Donja Podgora - Donja Selnica - Donja Stubica - Donja Šemnica - Donje Brezno - Donje Jesenje - Donje Vino - Donji Jalšovec - Donji Kraljevec - Donji Macelj - Donji Zbilj - Donji Škrnik - Draše - Druškovec Gora - Druškovec Humski - Družilovec - Dubovec - Dubrava Zabočka - Dubravica Desinićka - Dubrovčan - Dugnjevec - Dukovec -

## E
Ervenik Zlatarski - Zlatar-Bistrica -

## F
Florijan - Frkuljevec Mihovljanski - Frkuljevec Peršaveški -

## G
Gaber - Gabrovec - Galovec - Galovec Začretski - Globočec - Glogovec Zagorski - Goljak Klanječki - Gora Košnička - Gora Veternička - Goričanovec - Gorjakovo - Gorjani Sutinski - Gorkovec - Gornja Batina - Gornja Konjščina - Gornja Pačetina - Gornja Plemenšćina - Gornja Podgora - Gornja Selnica - Gornja Stubica - Gornja Šemnica - Gornjaki - Gornje Brezno - Gornje Jesenje - Gornji Jalšovec - Gornji Kraljevec - Gornji Macelj - Gornji Zbilj - Gornji Čemehovec - Gornji Škrnik - Gostenje - Gotalovec - Grabe - Grabrovec - Grdenci - Gredenec - Gredice - Gregurovec, Krapinske Toplice - Gregurovec, Mihovljan - Grletinec - Grohot - Grtovec - Gubaševo - Gusakovec -

## H
Harina Žlaka - Hižakovec - Hlevnica - Hrašćina - Hromec - Hrušovec - Hršak Breg - Hum Bistrički - Hum Košnički - Hum Stubički - Hum Zabočki - Hum na Sutli - Husinec -

## I
Ivanić Desinićki - Ivanić Košnički - Ivanić Miljanski -

## J
Jakuševec Zabočki - Jakšinec - Jalšje - Jarek Habekov - Jasenovac Zagorski - Jazbina - Jazvine - Jelenjak - Jelovec - Jertovec - Jezerišće - Jezero Klanječko - Juranšćina - Jurjevec -

## K
Kapelski Vrh - Karivaroš - Kačkovec - Kebel - Kladnik - Klanjec - Klanječno - Klenice - Klenovec Humski - Klimen - Klokovec - Klupci Začretski - Klupci - Komor Začretski - Konjščina - Koprivnica Zagorska - Kosovečko - Kostel - Kostelsko - Kotarice - Kozjak Začretski - Košnica - Kraljevec Radobojski - Kraljevec na Sutli - Kraljevec Šemnički - Krapina - Krapina Selo - Krapinica - Krapinske Toplice - Križanče, Bedekovčina - Krušljevo Selo - Kumrovec - Kuzminec Miljanski - Kuzminec -

## L
Ladislavec - Lastine - Laz Bistrički - Laz Stubički - Lazi Krapinski - Ledine Klanječke - Lenišće - Lepa Ves - Lepajci - Lepoglavec - Letovčan Novodvorski - Letovčan Tomaševečki - Lipnica Zagorska - Lipovec - Lobor - Lovreća Sela - Lovrečan - Lug Orehovički - Lug Poznanovečki - Lug Zabočki - Lukavec Klanječki - Luke Poljanske - Lukovčak - Lupinjak - Lučelnica Tomaševečka - Lužani Zagorski -

## M
Mala Erpenja - Mala Gora - Mala Pačetina - Mali Bukovec - Mali Komor - Mali Tabor - Maretić - Marigutić - Marija Bistrica - Marinec - Markušbrijeg - Martinec Orehovički - Martinišće - Martinšćina - Martiša Ves - Matenci - Maturovec - Mače, Hrvaška - Mihaljekov Jarek - Mihanovićev Dol - Mihovljan - Milekovo Selo - Miljana, Zagorska Sela - Mirkovec - Modrovec - Mokrice - Movrač - Mrzlo Polje -

## N
Nebojse - Novi Dvori Klanječki - Novi Golubovec -

## O
Opasanjek - Oratje - Orehova Gorica - Orehovec Radobojski - Orehovica - Orešje Humsko - Oroslavje - Osredek Desinićki - Očura -

## P
Pasanska Gorica - Pavlovec Pregradski - Pavlovec Zabočki - Pažurovec - Pece, Budinščina - Peršaves - Petrova Gora - Petrovsko - Petruševec - Pešćeno - Pila - Plavić - Podbrezovica - Podgaj Petrovski - Podgora Krapinska - Podgora, Kumrovec - Podgorje Bistričko - Podgrađe - Pokojec - Police - Poljana Sutlanska - Poljanica Bistrička - Polje Krapinsko - Pomperovec - Poredje - Poznanovec - Požarkovec - Pregrada - Prepuštovec - Preseka Petrovska - Pretkovec - Prigorje - Pristava Krapinska - Pristava - Prišlin - Prosenik - Prosenik Gubaševski - Prosenik Začretski - Pustodol - Pustodol Orehovički - Pustodol Začretski - Putkovec - Pušava - Pušća -

## R
Radakovo - Radoboj - Rakovec Tomaševečki - Ratkovec - Ravnice Desinićke - Ravnice - Ravninsko - Ravno Brezje - Razdrto Tuheljsko - Razvor - Repićevo Selo - Repno - Repovec - Risvica - Rovno - Rusnica -

## S
Samci - Sekirevo Selo - Sekirišće - Selnica - Selno - Slani Potok - Slatina Svedruška - Slivonja Jarek - Smljeme - Sopot - Stara Ves Košnička - Stara Ves Petrovska - Stari Golubovec - Stipernica - Strahinje - Strahinje Radobojsko - Straža Krapinska - Strmec Humski - Strmec Stubički - Strmec Sutlanski - Strmec - Stubička Slatina - Stubičke Toplice - Sušobreg - Sušobreg Bistrički - Svedruža - Sveti Križ Začretje - Sveti Križ, Budinščina - Sveti Križ, Tuhelj - Sveti Matej - Svetojurski Vrh -

## Š
Šagudovec - Šimunci - Šipki - Škalić Zagorski - Škarićevo - Špičkovina - Štrucljevo - Štuparje - Šušelj Brijeg - Švaljkovec - Šćrbinec -

## T
Temovec - Tisanić Jarek - Tkalci - Tomaševec - Topličica - Trgovišće - Trnovec Desinićki - Trsteno - Trški Vrh - Tugonica - Tuhelj - Tuheljske Toplice - Turnišće - Turnišće Desinićko - Turnišće Klanječko - Turnovo -

## V
Valentinovo - Veleškovec - Velika Erpenja - Velika Gora - Velika Horvatska - Velika Petrovagorska - Velika Ves - Velika Veternička - Veliki Bukovec - Veliki Komor - Veliko Trgovišće - Velinci - Veternica - Vidovec Krapinski - Vidovec Petrovski - Vilanci - Vinagora - Vinipotok - Vinterovec - Viča Sela - Višnjevec - Vižanovec - Vižovlje - Vojnić Breg - Vojnovec Loborski - Vojsak - Volavec - Vrankovec - Vrbišnica - Vrbovo - Vrhi Pregradski - Vrhi Vinagorski - Vrtnjakovec - Vukanci - Vučak -

## Z
Zabok - Zadravec - Zagora - Zagorska Sela - Zajezda - Zalug - Završje Belečko - Završje Loborsko - Završje Začretsko - Zlatar - Zlatar-Bistrica - Zleć - Znož -

## Ž
Židovinjak - Žutnica -